# Alain Lefebvre
Pour les articles homonymes, voir Alain Lefebvre (informaticien) et Lefebvre.
Alain Lefebvre (né à Paris le 1er avril 1947), est un journaliste, éditeur et militant politique d'extrême droite français. 

## Biographie
Ancien militant (à l'adolescence) de la World Union of National Socialists (WUNS), puis de la Fédération des étudiants nationalistes (FEN), il contribuait également aux Cahiers universitaires, le journal du mouvement. En 1968, il compte parmi les membres fondateurs du Groupement de recherche et d'études pour la civilisation européenne (GRECE). Il est ensuite jugé « proche » de Jacques Chirac.
Titulaire d'une licence ès lettres modernes, il utilise à ses débuts le pseudonyme « Éric Chamberlain ». Il participe aussi au comité de rédaction de Nouvelle École. En 1971, avec Christian Blachas et Jacques Dodeman, il crée Stratégies un magazine hebdomadaire destiné aux professionnels de la communication.
Il se joint ensuite à l'équipe du Figaro magazine avec Alain de Benoist et d'autres « néo-droitiers »[réf. nécessaire]. 
En 1980, il crée avec Élisabeth Lefebvre et Paule Feuillet le magazine féminin Biba. Il éditera également 20 ans, Côté Sud, Côté Ouest, Côté Est.
En 1982, Alain Lefebvre, qui veut créer un magazine grand public, Magazine Hebdo, quitte Stratégies et revend à Christian Blachas les 5 % de PPF qui lui ont été attribués.
En 1983, il fonde l'éphémère Magazine hebdo alors qu'il dirige le groupe Media et L'Histoire magazine.
Lefebvre s’intéresse également à la publicité en collaboration avec le journaliste Christian Blachas, également animateur de l’émission Culture-Pub[source insuffisante].
Il est membre des Horaces, think tank proche du Rassemblement national (RN), et est coordinateur du livret thématique du RN sur l'économie lors de l'élection présidentielle de 2022 .

### Vie privée
Il est l'époux d'Élisabeth Lefebvre, née Chrissement, ancienne secrétaire de rédaction des Cahiers universitaires, et également éditrice et journaliste,.